# Timo Hildebrand
Timo Hildebrand (Worms, 1979. április 5. –) német labdarúgó-válogatott labdarúgó.

## Pályafutása

### VfB Stuttgart
Hildebrand 1994-ben csatlakozott a VfB Stuttgart ifjúsági csapatatához. A 2000 nyarán ő volt a klub első számú kapusa, és nagyban hozzájárult a VfB Stuttgart sikereihez. Nagyrészt Hildebrandnak volt köszönhető, a VfB Stuttgartnak sikerült a Bundesligaban a második helyen végezniük 2003-ban, és túlélték a Bajnokok Ligája csoportkörét a következő szezonban. Hildebrand Bundesliga rekordot tart, 884 percig nem kapott gólt a 2003–2004-es szezonban. 2006 decemberében nem fogadta el a szerződés hosszabbítást. 2006–2007-ben megnyerte a VfB Stuttgarttal a Bundesligat.

### Valencia
2007. július 3-án ingyen csatlakozott a spanyolValencia csapatához. Hildebrand legnagyobb riválisa Santiago Cañizares volt a klubban. Augusztus 29-én debütált a Bajnokok Ligája harmadik selejtezőkörének a második mérkőzésén a IF Elfsborg ellen. Végig játszotta a mérkőzést, amelyet 3-2-re elvesztettek.
Hildebrand volt a Valencia legtöbbet védő kapusa a 2007-08 szezonban. Ronald Koeman távozása után Hildebrand elvesztette helyét az első csapatban. 2008. december 4-én közös megegyezéssel elhagyta a Valenciat.

### Hoffenheim
2008. december 10-én aláírt a német TSG 1899 Hoffenheim csapatához. 2009. január 31-én debütált a Hoffenheimnél a 2-0-ra megnyert Energie Cottbus elleni mérkőzésen, a 60. percben sérülés miatt le kellett cserélni.
2010 nyarán elhagyta a Hoffenheim csapatát.
És a Schalke04 csapatához szerződött ahol Manuel Neuer mögött ismét csak a kispad jutott neki.

### Sporting
2010. október 16-án debütált a portugál Sporting CP csapatában egy 2-1-es győzelemmel a GD Estoril Praia elleni Portugál kupa mérkőzésen. 1 éves szerződést kötött a csapattal.

## Válogatott
A Németország U-21-es válogatottban is szerepelt. A felnőtt válogatottban 2004–2007 között védett összesen 7 mérkőzésen.

## Sikerei, díjai
Német válogatott 
- Világbajnoki bronzérmes: 2006
- Konföderációs kupa bronzérmese: 2005

 VfB Stuttgart 
- Bundesliga bajnok: 2006–2007
- Német kupa döntős: 2006–2007

 Valencia 
- Spanyol kupa győztes: 2007–2008